# Sterling Fluid Systems
Die Sterling Fluid Systems Gruppe entstand durch Unternehmensübernahmen. Im Jahre 1997 hat die Sterling Muttergesellschaft die damalige SIHI übernommen, zu der damals die Unternehmen SAT (SIHI AnlagenTechnik) und SIHI Berkefeld gehörten. 1999 wurde das amerikanische Unternehmen PCU übernommen. Im Januar 2015 wurde die gesamte SIHI Group B.V. von Flowserve übernommen.

## Hintergrund
Die Sterling Fluid Systems Gruppe ist selbst ein Tochterunternehmen der Thyssen-Bornemisza Group, die von Heinrich Thyssen gegründet wurde.
Laut eigenen Angaben hat die Sterling Fluid Systems Gruppe mehr als 250 Millionen Euro Umsatz und etwa 1.600 Mitarbeiter weltweit. Dabei gibt es mehr als 100 Standorte, die ihre Dienstleistungen in mehr als 40 Ländern anbieten. Der Umsatz konzentriert sich dabei allerdings vor allem auf Europa und Nordamerika.
Im Februar 2008 wurde bekannt, dass die Thyssen Bornemisza Group beabsichtigt, Sterling Fluid Systems zu verkaufen.
Der Verkauf der Sterling Fluid Systems kam aufgrund der weltweiten Wirtschaftskrise Ende 2009 nicht zustande. Das Unternehmen hat die Wirtschaftskrise erfolgreich überstanden.
2010 wurde die Tochter SAT Anlagentechnik GmbH an eine private Investorengruppe verkauft und ist seit dem eigenständig tätig. Seit 2015 ist die SIHI Group ein Teil der Flowserve Corporation. Laut Mitteilung der Zeitung Rheinpfalz Anfang September 2015 beabsichtigt die Konzernmutter, den Standort Ludwigshafen am Rhein zu schließen. Betroffen sind 250 verbliebene Mitarbeiter in Fertigung, Planung/Konstruktion und Verwaltung. Das Produktspektrum soll u. a. in die USA verlagert werden. Da das 2013 eingeweihte, für 12 Millionen € errichtete Bürogebäude mit städtischen und Landeszuschüssen neu gebaut wurde, prüfen das Land RLP und die Stadt Ludwigshafen eventuelle Rückforderungen.

## Produkte
Die folgenden Produkte werden von der Sterling Fluid Systems Gruppe angeboten
- Vakuumpumpen
- Flüssigkeitspumpen
- Vakuum- und Kompressoranlagen
- Membrananlagen für die Monomer- und Lösemittelrückgewinnung sowie Abluftreinigung
- Zustandsüberwachungssysteme zur Störungsfrüherkennung

## Unternehmensstruktur

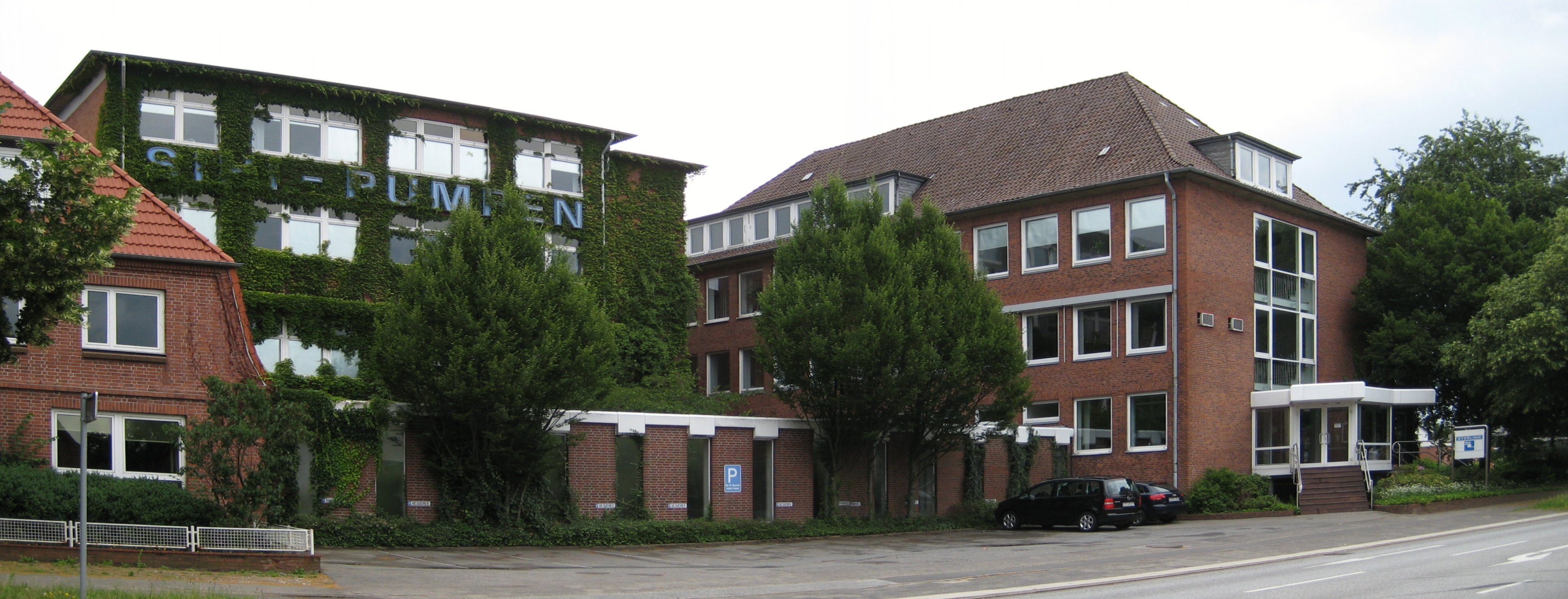
Sterling SIHI Itzehoe (Zustand 2007)

Zur Gruppe Sterling Fluid Systems gehören aktuell die folgenden Unternehmen:
- Sterling SIHI GmbH – 1920 wurde von Otto Siemen und Johannes Hinsch die Siemen & Hinsch mbH (SIHI) in St. Margarethen an der Elbe gegründet, deren Sitz dann 1925 nach Itzehoe verlegt wurde.
- HALBERG Maschinenbau GmbH – 1971 wurde die Halberg Maschinenbau GmbH mit Sitz in Ludwigshafen am Rhein von SIHI übernommen. Im November 2014 wurde sie von der Flowserve Corporation übernommen, die im September 2015 die Schließung des Stammwerks Ludwigshafens bekannt gab.
- Sterling SAT GmbH – wurde 1971 als Schwestergesellschaft (SIHI Anlagentechnik GmbH) der SIHI in Itzehoe gegründet. 2001 verlegte die Sterling SAT GmbH ihren Unternehmenssitz nach Dägeling. Seit 2004 ist die Sterling SAT GmbH auch mit einem Vertriebs- und Servicecenter in Shanghai ansässig. Die SIHI Anlagentechnik GmbH ist nicht mehr Teil der Sterling Fluid Systems Group und unter dem neuen Firmennamen SAT Anlagentechnik GmbH auch weiterhin in Dägeling ansässig und für den Anlagenbau in der Automobilindustrie aktiv.
- Sterling PCU Inc. – gehört seit 1999 zu Sterling Fluid Systems Group und hat ihren Hauptsitz in Dayton (Ohio).